# L'ultima valle
(Vogel a colloquio con Padre Sebastiano, (57° minuto))
L'ultima valle (The Last Valley) è un film del 1970 diretto da James Clavell.
Pellicola britannica basata sull'omonimo romanzo di John Barclay Pick. Tratta i temi della guerra di religione, della pace, dell'amore irrealizzabile, della superstizione e della stregoneria.

## Trama
Nell'autunno del 1637, nell'ultimo periodo della Guerra dei trent'anni, a sud della cittadella di Rheinfelden e del fiume Reno, un gruppo di mercenari imperversa nelle valli montane. La storia si apre con uno scenario raccapricciante, un'orda di scalmanati assalta poche capanne di legno, uccidendo, devastando, stuprando e rubando galline e buoi; fra loro anche un bambino che come loro, spara e uccide. Un viandante riesce a scappare, ma si imbatte in una moltitudine di cadaveri con evidenti segni della peste, inciampa e cade su un mucchio di corpi, scappa e vede alcune persone impiccate, altri appestati morti e abbandonati nel bosco su un carretto, senza sepoltura.
Vogel, un ex professore dell'università di Heidelberg, in fuga dalla violenza endemica nella Germania di quel periodo, dopo aver perso tutti i parenti nel sacco di Magdeburgo, riesce fortuitamente a trovare una valle nascosta, non sfiorata dalla guerra, dalla fame e dalla miseria. La pace e il benessere si contrappongono alle precedenti scene di morte, nella visione di covoni di grano, in fila ad asciugare al sole e di filari ordinati di viti, della cui uva avidamente si nutre. Una chiesetta si profila tra gli alberi, poi arrivato nel villaggio, che sembra abbandonato, Vogel entra in una casa e vinto dalla stanchezza si addormenta. Ma dei rumori lo svegliano, anche lì sono arrivati i mercenari che lo catturano. Vogel convince il Capitano dei mercenari di servirsi del villaggio come rifugio per sé e il suo plotone di 23 uomini durante l'inverno e di eliminare chi non fosse d'accordo con questa decisione. Il Capitano uccide quindi Korski, uno dei suoi uomini che non era d'accordo, per lo sgomento di Vogel; ma la divergenza permane fra chi vuole rimanere durante l'inverno nella valle e chi come Hansen, vuole razziare il villaggio e tornare al campo militare. Un secondo uomo, Shutz, che non è d'accordo viene tolto di mezzo, così come Eskesen, un fanatico Protestante perché voleva bruciare la chiesetta dei Cattolici, come avevano fatto finora con tutte le chiese cattoliche. Ma il Capitano, questa chiesa ha deciso di salvarla per non inimicarsi i valligiani con i quali dovrà passare l'inverno.
Vogel fa da intermediario fra i montanari e i soldati e convince Gruber, il capo del villaggio, ad accettare la presenza dei soldati per l'inverno, in cambio della salvaguardia del villaggio da saccheggi e violenze. Vogel è ammalato di polmonite ma Erica esperta di erbe medicinali, lo cura e lo guarisce con le sue conoscenze di medicina seicentesca. Il Capitano patteggia le condizioni con Gruber e Padre Sebastiano: ospitarli, fornire cibo e alcune vedove, almeno sei, per i suoi uomini. In cambio si impegna a non devastare il villaggio, a rispettare le donne e gli averi dei valligiani. Padre Sebastiano darà un'indulgenza plenaria alle sei donne, giovani e piacenti e Gruber pagherà le prestazioni alle vedove. Gruber ed Erica programmano di uccidere il Capitano e i suoi accoliti durante l'inverno, ma vengono interrotti dal Capitano che si presenta in casa di Gruber. Per sé il Capitano vuole Erica, la moglie di Gruber, e se la giocano a dadi. Il Capitano è perdente ma Erica bara nella lettura dei dadi e lo fa vincere. Gruber si arrabbia ma si allontana senza fiatare. Vogel viene costretto dal Capitano a gestire le dispute tra la gente del villaggio e i soldati.
Il Capitano vuole spostare la statua della Madonna dal sentiero che porta nella valle ma Padre Sebastiano si oppone. I valligiani accorrono armati in massa e per il Capitano si mette male; ma interviene Vogel che dice di avere fatto un sogno, di avere visto la Madonna scomparire alla vista di uno squadrone di soldati, per proteggere il villaggio e questo sembra bastare per calmare gli animi. Ma molti, compreso Padre Sebastiano, dubitano della veridicità di Vogel; capiscono che il sogno è solo un'invenzione. Hansen tenta di violentare Inge, che è andata a pregare nel bosco, dove è stata riposizionata la Madonna, ma Vogel, che l'aveva seguita, la difende e mette in fuga Hansen, che ritorna al villaggio e con altri due commilitoni tenta un agguato per eliminare il Capitano. Bussa alla porta dove il Capitano sta con Erica dicendo che Vogel ha violentato Inge. Il Capitano sta per aprire la porta, ma Erica, diffidente, lo mette in guardia. Hansen non riesce dunque nell'intento e i tre ribelli si danno alla fuga a cavallo. Mentre fervono i preparativi per contrastare eventuali invasori richiamati da Hansen, Erica fa una fattura nel bosco, invocando Satana, Principe delle Tenebre, affinché uccida Hansen e i suoi compagni prima che rivelino ad altri l'esistenza del villaggio.
Tuttavia i tre fuggitivi ritornano al villaggio con una banda di 30 uomini per saccheggiare e bruciare, ma il Capitano, i suoi rimanenti 17 uomini e i valligiani respingono l'attacco annientando gli avversari. Hansen, già colpito dal Capitano, viene preso a colpi di mazza da Julio il bambino e successivamente viene finito da Graf. Finalmente arriva l'inverno, il passo che conduce alla valle diviene intransitabile e al villaggio possono rilassarsi; ma non tutti. Gruber incontra Erica e le ricorda i loro programmi di eliminazione della banda, ma Erica lo sconsiglia e Gruber si convince di non farne più niente. Verso la fine dell'inverno, arriva Mathias un venditore di salgemma che porta le ultime cattive notizie; è stato un inverno terribile, il peggiore, non c'è una fattoria o un villaggio, nel giro di una settimana di cavallo, che non sia stata saccheggiato e devastato, a Friburg molti sono diventati cannibali. Per quanto riguarda la guerra, gli imperiali sotto la guida del generale Werth, sono schierati sulla riva destra del Reno, i Protestanti, comandati dal principe Bernardo di Sachsen-Weimar, sono schierati più a sud, sulla riva sinistra dello stesso fiume.
Il villaggio si trova proprio nel mezzo. Se il principe Bernardo vuol ricevere gli aiuti francesi promessigli dal cardinale Richelieu, è obbligato ad attraversare il Reno attraverso il ponte che conduce a Rheinfelden; le sue truppe sono senza viveri e paga da tutto l'inverno. Il Capitano è schierato col principe Bernardo e decide di aiutarlo ad attraversare il ponte. Il Capitano lascia il comando a Vogel e verso la fine di febbraio 1638 decide di spostarsi con una parte dei suoi uomini verso nord per partecipare alla battaglia di Rheinfelden. Inge si è innamorata di Vogel e gli propone di stare assieme, ma Vogel rifiuta perché non ha la possibilità di proteggerla. Erica si è innamorata del Capitano e gli chiede di portarla con sé ma il Capitano rifiuta perché con lui non sarebbe sicura.
Vogel, che teme di essere ucciso da Gruber, viene costretto a rimanere nel villaggio con alcuni soldati per mantenere l'ordine fino al ritorno del Capitano. Erica viene scoperta da Padre Sebastiano mentre pratica una fattura per salvare la vita del Capitano. Padre Sebastiano redime la strega e ne salva l'anima bruciandola sul rogo. Uno dei soldati spinge padre Sebastiano tra le fiamme e muore con lui. Finalmente il principe Bernardo vince la battaglia, ma il Capitano ha perso tutti i suoi uomini, salvo uno. Il Capitano stesso, sebbene mortalmente ferito, fa ritorno alla valle. Al suo arrivo Gruber organizza un'imboscata contro quest'ultimo e Vogel, il quale fugge e tenta di avvisare il Capitano; ma quando lo incontra il Capitano muore per le ferite riportate. Vogel decide quindi di andarsene alla ventura, convincendo Inge a non seguirlo e a rimanere a vivere nel villaggio assieme ad Andreas, col quale era fidanzata. La nebbia avvolge la dipartita di Vogel e la coppia Inge e Andreas, rimasti a guardarlo partire, si dissolve anch'essa nella nebbia.

## Produzione
Il film è stato quasi integralmente girato a Trins, in Tirolo e gli interni in Inghilterra, negli Halliford Studios, Shepperton, Surrey.

### Attori
- Martin Miller era stato scritturato per una parte nel film ma è morto d'infarto nel frattempo.
- Michael Caine: interpreta la parte del Capitano, anonimo, un guerriero cinico e feroce, che vorrebbe saccheggiare il villaggio ma viene convinto ad una strategia più conveniente a lui sconosciuta. Da un punto di vista psicologico il Capitano è combattuto tra il proprio destino di uomo d'armi e un'intima vocazione alla ricerca di pace, serenità e amore. La critica sostiene che questa sia stata la migliore interpretazione nella carriera di Michael Caine.
- Omar Sharif: interpreta Vogel, un professore universitario che ha perso la famiglia nel Sacco di Magdeburgo e che s'incontra con il Capitano che quel sacco lo ha fatto e se ne è pentito. Vogel è un fuggitivo che in seguito alla guerra, ha perso il proprio status e cerca di sopravvivere vivendo alla giornata.
- Florinda Bolkan: Erica Torfield, moglie del capo del villaggio, che si innamora del guerriero e viene colta nell'atto di praticare una stregoneria per salvare l'uomo che ama; scoperta da Padre Sebastiano, pagherà sul rogo il suo amore impossibile.
- Nigel Davenport: Gruber è il capo villaggio, abbastanza intelligente da salvaguardare i propri interessi, ma non abbastanza forte da difendere la propria moglie e quando lei si innamora di un altro, la abbandona al proprio destino.
- Per Oscarsson: padre Sebastiano è il pastore delle anime del villaggio, con le proprie umane virtù e difetti.
- Arthur O'Connell: Hoffman, un capofamiglia bigotto e ignorante, che per un'indulgenza plenaria fa prostituire la propria figlia di 16 anni.

## Colonna sonora
1. Main Titles Part 1		3:06
2. The Rape of Khutai		0:51
3. The Plague Pit		2:09
4. Entry into The Last Valley		3:00
5. Why Not Winter In The Valley?/The Death Of Eskesen		4:36
6. An Evening Song		2:07
7. Captain Meets Erica / Winning Erica		2:17
8. Villagers Fight For The Shrine		2:58
9. The Priest Prays For Guidance / The Shrine		3:13
10. Vogel's Dream / The Last Valley		2:45
11. The Giving Away Of The Women / An Offertory Chant		2:36
12. Hansen Tries To Murder Captain		1:19
13. A Children's Song		1:45
14. Graf Returns / Mountain Skirmish / The Village Attack		3:15
15. Departure For Rhinefelden		2:54
16. A Christmas Song		2:51
17. Witchcraft / Erica Is Burned At The Stake		3:33
18. Vogel Leaves The Valley		1:44
19. Night Battle At Rhinefelden		1:12
20. Death Of Captain / End Title		5:02
21. The Last Valley - Main Titles Part 2		3:31
La colonna sonora di John Barry è eseguita dalla City Of Prague Philharmonic Orchestra, diretta da Nic Raine, è a tratti dolce e struggente, quando sottolinea le positività della pace e della tranquillità godute nella valle ed è misteriosa e truce quando sottolinea scene negative di violenza e di guerra. Il Coro Crouch End Festival canta le liriche in latino e in tedesco, temi pastorali per i momenti più tranquilli e passaggi marziali per le sequenze d'azione.

## Accoglienza
Il film, pur contando sulle interpretazioni molto positive di Michael Caine, Omar Sharif, Florinda Bolkan e in generale di tutto il cast, malgrado la trama e gli intrighi interessanti, offrendo peraltro un'analisi approfondita delle criticità religiose, etiche e politiche del "Secolo di Ferro", fu un costoso fallimento. È una pellicola che narra eventi atroci, metafora trasparente di tristi realtà contemporanee. L'opera guadagnò affitti di 380.000 dollari in Nord America e 900.000 dollari in altri paesi, registrando una perdita complessiva di 7.185.000 dollari.

### Critica
Il 29 gennaio 1971, sul New York Times Vincent Camby ha scritto che il film L'ultima valle è un sogno di sopravvivenza. Narrare gli orrori atroci della guerra dei Trent'anni e della peste è una metafora degli orrori contemporanei.